# Новая Европа (мост)
Мост «Новая Европа» (раньше известный как Мост Видин-Калафат, в Болгарии также как Дунав мост 2) — совмещённый автомобильно-железнодорожный железобетонный экстрадозный мост через Дунай между Болгарией и Румынией возле города Видин. Связывает города Видин (Болгария) и Калафат (Румыния). Является частью 4-го панъевропейского транспортного коридора и Европейского маршрута E79.
Мост вантовый экстрадозный из железобетона. Имеет 13 пролётов. Общая длина — 3598 м, над водой — 1791 м; высота пилонов достигает 45 м. По мосту проложены 4 полосы для автомобилей, железнодорожная линия, велосипедная дорожка, 2 тротуара.

## История
В 1909 году жители Видина приняли на народном сходе петицию с требованием о проектировании и строительстве моста над Дунаем. Петиция была передана через семерых депутатов Видинского региона тогдашнему премьер-министру Болгарии А. Малинову и в Народное собрание. Румыния поддержала проект.
Совмещённый мост около Видина должен был заменить действующий уже несколько десятилетий железнодорожный (позже и автомобильный) паром Видин-Калафат. Ситуация обострилась в 1990-х гг. из-за эмбарго против Югославии во время войн на Балканах.
Болгария подписала с Европейским Союзом меморандум о финансировании проекта в размере 225,8 миллиона евро в 2005 году. Национальное финансирование со стороны Болгарии — 60,8 млн евро, в том числе для прилегающей инфраструктуры в Болгарии — 4 развязки, 7 км железнодорожной линии, 3,5 км автомобильных дорог. Строительство автомобильного и железнодорожного подхода к мосту в Румынии было профинансировано на 57 млн евро со стороны ЕС и 12 млн евро со стороны Румынии.
В присутствии еврокомиссара Йоханнеса Хана мост был открыт 14 июня 2013 года, а с 15 июня 2013 года началась эксплуатация моста.